# رود چولیم
رود چولیم (به لاتین: Chulym) یک رود در روسیه است که در استان نووسیبیرسک واقع شده‌است.